# Dascanga enigma
Dascanga enigma är en insektsart som beskrevs av Medler 2000. Dascanga enigma ingår i släktet Dascanga och familjen Flatidae. Inga underarter finns listade i Catalogue of Life.